# Френдли, Альфред
Альфред Френдли (англ. Alfred Friendly; 30 декабря 1911 года — 7 ноября 1983 года) — американский репортёр, лауреат Пулитцеровской премии за международный репортаж 1968 года.

## Биография
Альфред Френдли родился в декабре 1911 года в Солт-Лейк-Сити. В 1933 году он с отличием окончил массачусетский Амхерстский колледж, где был членом студенческого общества Phi Beta Kappa и Chi Psi. Первые два года после выпуска Френдли  провёл на государственной службе в Бюро внешней и внутренней торговли и Канцелярии министра торговли. В 1936 году Френдли получил место репортёра в Washington Daily News и вёл авторскую колонку о государственных служащих. Через три года перешёл в Washington Post, где развивал рубрику «Федеральный дневник», писал на экономические темы, освещал политику сенатора  Джозефа Маккарти.
Во время Второй мировой войны он служил офицером разведки в армейском авиакорпусе. Позднее Френдли описал события в книге «Парни на земле», за свою службу он был награждён орденом «Легиона почёта». По окончании военных действий репортёр взял годовой отпуск в Washington Post, чтобы работать на Аверелла Гарримана в качестве пресс-атташе в офисе Плана Маршалла в Париже. Вернувшись на службу Washington Post, Френдли дослужился сначала до должности помощника главного редактора, а позднее — до главного редактора. Параллельно в 1949—1952 годах Френдли работал корреспондентом London Financial Times. В 1963—1966 годах он занимал пост вице-президента и ответственного редактора Washington Post. Всего за тридцать лет службы в издании он участвовал в трансформации Washington Post из региональной газеты в крупное национальное издание, а также написал о своём репортёрском опыте книгу «Преступление и гласность».
В 1965 году Альфред Френдли вернулся к репортёрской работе, став европейским, средне-восточным и северо-американским корреспондентом Washington Post со штаб-квартирой в Лондоне. На этой должности в 1967 году он освещал Шестидневную войну, демонстрируя в своих материалах широкое знание вопроса. Он первым описал вовлечённость Советского союза в захват форпоста Тель Фахер. В 1968 году по решению Совета Пулитцеровской премии его репортажи были удостоены награды «За международный репортаж». Френдли продолжал освещать конфликты в регионе до выхода на пенсию в 1971 году. В 1977 году он опубликовал биографию гидрографа британского флота Френсиса Бофорта «Бофорт адмиралтейства». Через семь лет бывший редактор организовал именной некоммерческий фонд и стипендию для молодых авторов из развивающихся стран. В разные годы он с супругой жил в Джорджтауне и в собственном доме в турецком городе Селиме, где спонсировал археологические раскопки. Страдая от рака гортани и лёгких, Френдли застрелился в возрасте 71 года в собственном доме в Вашингтоне.

## Награды
- Почётная степень доктора Амхерстского колледжа, 1958 год[2];
- Пулитцеровская премия, 1968 год[2];
- Награда Фонда Сидни Хиллмана[англ.][2].